# Zdzisław Samsonowicz
Zdzisław Wojciech Samsonowicz (ur. 30 lipca 1923 w Dębicy, zm. 31 grudnia 2020) – polski inżynier mechanik.

## Życiorys
Urodził się 30 lipca 1923 r. w Dębicy. Po likwidacji przez niemieckich okupantów szkół gimnazjalnych w 1939 r. podjął pracę jako mechaniki samochodowy. W czasie II wojny światowej w stopniu kapitana służył w Armii Krajowej pod pseudonimem Orski. 5 lipca 1945 r. zdał maturę, a potem przez Gliwice, gdzie studiował już jego brat, pojechał do Wrocławia, gdzie znalazł się w szeregach Straży Akademickiej Uniwersytetu i wkrótce potem znalazł się wśród założycieli Akademickiego Związku Sportowego.
W sierpniu 1945 został jednym z 12 założycieli Straży Akademickiej Politechniki Wrocławskiej (zmarł jako ostatni z jej członków), która zabezpieczała mienie i odbudowywała kampus z wojennych zniszczeń. Z Politechniką Wrocławską związany był od 1945 r. początkowo jako szef transportu i dzięki kwalifikacjom mechanika samochodowego przyczynił się do zwiększenia liczby czynnych pojazdów, co odbiło się na tempie remontu uczelni. Później pracował jako kierownik Sekcji Motorowej AZS i wreszcie podjął studia jako jeden z pierwszych powojennych studentów. Na początku pierwszego roku studiów zaczął pracę jako zastępca asystenta, a po uzyskaniu dyplomu w 1950 r. objął etat asystenta.
W latach 1959–1965 współpracował z Kliniką Kardiochirurgii Akademii Medycznej we Wrocławiu przy projekcie sztucznego serca z przeznaczeniem do eksperymentalnych zabiegów na zwierzętach. Przy jego udziale odbyła się we Wrocławiu pierwsza polska operacja na otwartym sercu w krążeniu pozaustrojowym. W 1966 r. za zasługi w rozwoju tej dziedzinie medycyny otrzymał nagrodę Ministra Zdrowia i Opieki Społecznej, a także został uznany za jednego z trzech najbardziej zasłużonych perfuzjonistów w Europie.
Przez całą karierę naukową był związany z Wydziałem Mechanicznym Politechniki Wrocławskiej. Stopień doktora otrzymał w 1961 r., a cztery lata później uzyskał habilitację. Od 1972 r. pracował na stanowisku profesora na Wydziale Mechanicznym Politechniki Wrocławskiej. Na Politechnice Wrocławskiej pełnił m.in. funkcje prodziekana Wydziału Mechanicznego, kierownika Zakładu Mechanizacji Automatyzacji Odlewnictwa i Zakładu Odlewnictwa (był jego współorganizatorem) i zastępcy dyrektora Instytutu Technologii Budowy Maszyn, a także przewodniczącego Komisji ds. Programów Nauczania, Komisji ds. Nadawania Tytułów Naukowych i członka Komisji ds. Przewodów Doktorskich. Tytuł profesora zwyczajnego otrzymał w 1986 r.
Autor 27 patentów, 270 prac naukowych, 17 podręczników i skryptów, promotor 11 doktorów, opiekun 2 habilitacji i recenzent 8 wniosków o tytuł profesora. Członek Oddziału Wrocławskiego Komisji Budownictwa i Mechaniki Polskiej Akademii Nauk oraz Komitetu Metalurgii i Odlewnictwa Polskiej Akademii Nauk, Wrocławskiego Towarzystwa Naukowego, Stowarzyszenia Technicznego Odlewników Polskich (STOP), Naczelnej Organizacji Technicznej (NOT) i Comité Intern. Ass. Techniques Fonderie (CIAFT). Doktor honoris causa Akademii Górniczo-Hutniczej w Krakowie (2010), honorowy profesor Politechniki Wrocławskiej  (2018).
Zmarł 31 grudnia 2020 r. Został pochowany na Cmentarzu Świętej Rodziny we Wrocławiu.

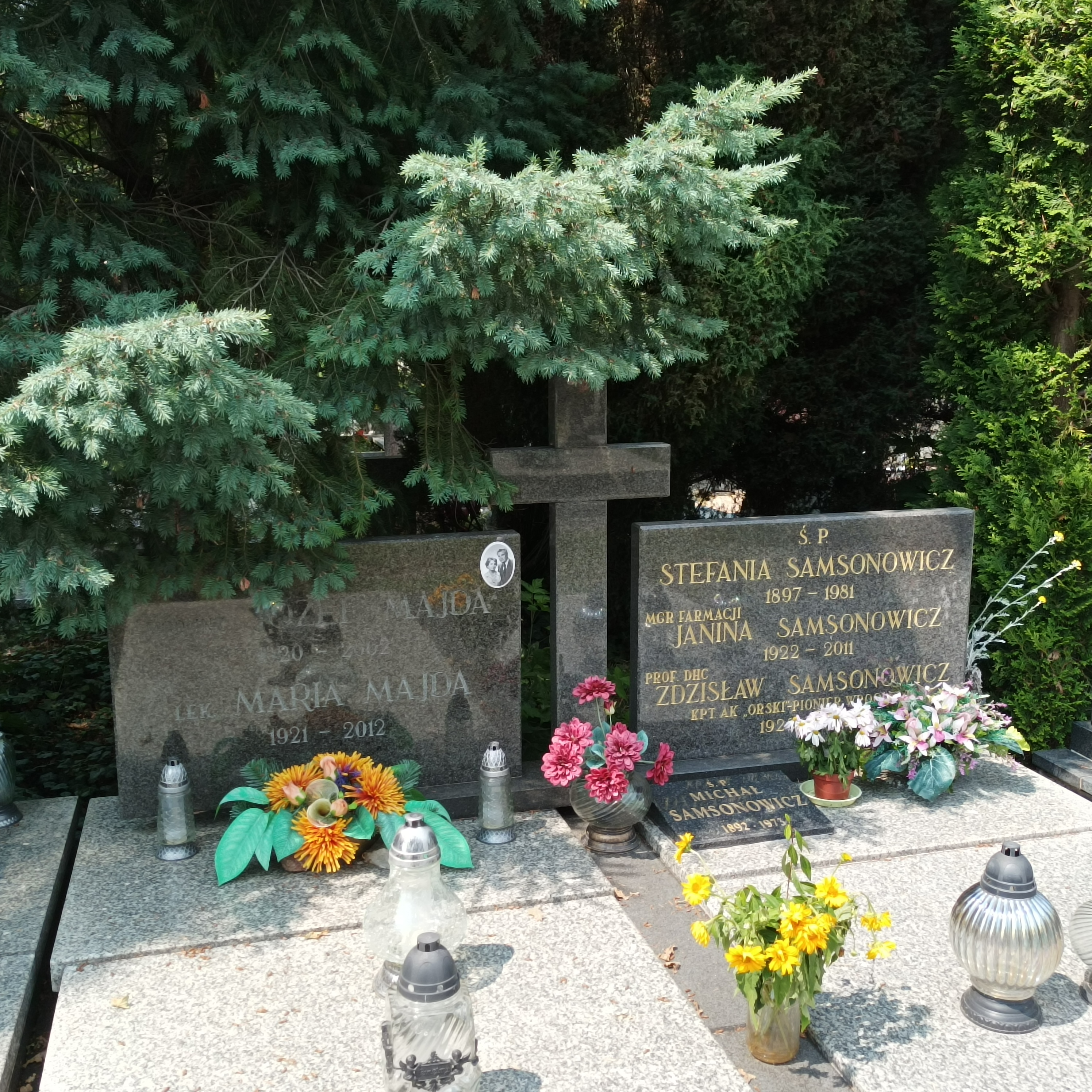
Grób prof. Zdzisława Samsonowicza

## Odznaczenia
Odznaczony m.in. Krzyżem Komandorskim Orderu Odrodzenia Polski, Krzyżem Kawalerskim Orderu Odrodzenia Polski (1973), Złotym Krzyżem Zasługi, Srebrną Odznaką Honorową Wrocławia (2018), Medalem za wybitne Zasługi dla Rozwoju Politechniki, Medalem Komisji Edukacji Narodowej, Złotą Odznaką Politechniki Wrocławskiej, Odznaką XV-lecia Wyzwolenia Dolnego Śląska, Odznaką Pioniera Wrocławia, Odznaką Budowniczego Wrocławia oraz Odznaką Zasłużonego dla Dolnego Śląska. Za udział m.in. w akcji „Burza” otrzymał Krzyż Armii Krajowej oraz Medal Wojska Polskiego, a w 2001 r. otrzymał tytuł Weterana Walk o Wolność i Niepodległość Ojczyzny.